# Carmanville
Carmanville est une communauté située sur l'île de Terre-Neuve dans la province de Terre-Neuve-et-Labrador au Canada. La population y était de 753 personnes en 2006.
Elle s'appelait Rocky Bay jusqu'en 1906, et au XVIIIe siècle, Baie des roches.

## Démographie
| Année | Population |
| ----- | ---------- |
| 1966  | 938        |
| 2001  | 798        |
| 2006  | 753        |

### Source en ligne
- Statistiques Canada